# Masouma
Masouma és el pseudònim d'una fiscal pública afganesa.
Graduada en Lleis, va treballar com a fiscal durant més de cinc anys a la Fiscalia General de l'Afganistan. Amb el retorn al poder dels talibans l'agost del 2021, l'estructura judicial es va desmantellar, es van deixar en llibertat presos i es van dur a terme assassinats extrajudicials. Des de llavors Masouma es va amargar. El 2021 la BBC la va incloure en la llista de les 100 dones més inspiradores, i Masouma va aprofitar per fer una crida a la comunitat internacional a contribuir a donar oportunitats a les dones afganeses.